# Quattro Giorni di Dunkerque 2002
La Quattro Giorni di Dunkerque 2002, quarantottesima edizione della corsa, si svolse dall'8 al 12 maggio su un percorso di 866 km ripartiti in 6 tappe, con partenza e arrivo a Dunkerque. Fu vinta dal francese Sylvain Chavanel della Bonjour davanti ai suoi connazionali Didier Rous e Laurent Brochard.

## Tappe
| Tappa  | Data      | Percorso                                                 | km    | Vincitore di tappa | Leader cl. generale |
| ------ | --------- | -------------------------------------------------------- | ----- | ------------------ | ------------------- |
| 1ª     | 8 maggio  | Dunkerque > Wasquehal                                    | 183,6 | Patrice Halgand    | Patrice Halgand     |
| 2ª     | 9 maggio  | Hellemmes > Steenvoorde                                  | 190   | Janek Tombak       | Janek Tombak        |
| 3ª     | 10 maggio | Gravelines > Douvrin                                     | 98,6  | Jean-Patrick Nazon | Janek Tombak        |
| 4ª     | 10 maggio | Haines-lez-la-Bassée > Billy-Berclau (cron. individuale) | 23,3  | Christophe Moreau  | Raivis Belohvoščiks |
| 5ª     | 11 maggio | Outreau > Boulogne-sur-Mer                               | 184,7 | Cédric Vasseur     | Sylvain Chavanel    |
| 6ª     | 12 maggio | Leffrinckoucke > Dunkerque                               | 185,8 | Tom Steels         | Sylvain Chavanel    |
| Totale | Totale    | Totale                                                   | 866   |                    |                     |

## Dettagli delle tappe

### 1ª tappa
- 8 maggio: Dunkerque > Wasquehal – 183,6 km

| Pos. | Corridore       | Squadra       | Tempo    |
| ---- | --------------- | ------------- | -------- |
| 1    | Patrice Halgand | Jean Delatour | 4h02'12" |
| 2    | Janek Tombak    | Cofidis       | s.t.     |
| 3    | Linas Balciunas | AG2R          | s.t.     |

| Pos. | Corridore       | Squadra       | Tempo    |
| ---- | --------------- | ------------- | -------- |
| 1    | Patrice Halgand | Jean Delatour | 4h02'02" |
| 2    | Janek Tombak    | Cofidis       | a 4"     |
| 3    | Linas Balciunas | AG2R          | a 6"     |

### 2ª tappa
- 9 maggio: Hellemmes > Steenvoorde – 190 km

| Pos. | Corridore     | Squadra      | Tempo    |
| ---- | ------------- | ------------ | -------- |
| 1    | Janek Tombak  | Cofidis      | 4h21'20" |
| 2    | Didier Rous   | Bonjour      | s.t.     |
| 3    | Gorik Gardeyn | Lotto-Adecco | a 5"     |

| Pos. | Corridore        | Squadra       | Tempo    |
| ---- | ---------------- | ------------- | -------- |
| 1    | Janek Tombak     | Cofidis       | 8h23'16" |
| 2    | Patrice Halgand  | Jean Delatour | a 8"     |
| 3    | Sylvain Chavanel | Bonjour       | a 17"    |

### 3ª tappa
- 10 maggio: Gravelines > Douvrin – 98,6 km

| Pos. | Corridore          | Squadra       | Tempo    |
| ---- | ------------------ | ------------- | -------- |
| 1    | Jean-Patrick Nazon | FDJ           | 2h01'44" |
| 2    | Ján Svorada        | Lampre-Daikin | s.t.     |
| 3    | Lénaic Olivier     | Jean Delatour | s.t.     |

| Pos. | Corridore        | Squadra       | Tempo     |
| ---- | ---------------- | ------------- | --------- |
| 1    | Janek Tombak     | Cofidis       | 10h24'57" |
| 2    | Patrice Halgand  | Jean Delatour | a 10"     |
| 3    | Sylvain Chavanel | Bonjour       | a 20"     |

### 4ª tappa
- 10 maggio: Haines-lez-la-Bassée > Billy-Berclau (cron. individuale) – 23,3 km

| Pos. | Corridore           | Squadra         | Tempo  |
| ---- | ------------------- | --------------- | ------ |
| 1    | Christophe Moreau   | Crédit Agricole | 27'51" |
| 2    | Raivis Belohvoščiks | Lampre-Daikin   | a 13"  |
| 3    | Jens Voigt          | Crédit Agricole | a 14"  |

| Pos. | Corridore           | Squadra         | Tempo     |
| ---- | ------------------- | --------------- | --------- |
| 1    | Raivis Belohvoščiks | Lampre-Daikin   | 10h53'26" |
| 2    | Sylvain Chavanel    | Bonjour         | a 12"     |
| 3    | Bart Voskamp        | Bankgiroloterij | a 28"     |

### 5ª tappa
- 11 maggio: Outreau > Boulogne-sur-Mer – 184,7 km

| Pos. | Corridore        | Squadra       | Tempo    |
| ---- | ---------------- | ------------- | -------- |
| 1    | Cédric Vasseur   | Cofidis       | 4h45'28" |
| 2    | Jean-Cyril Robin | FDJ           | a 4"     |
| 3    | Laurent Brochard | Jean Delatour | a 11"    |

| Pos. | Corridore        | Squadra       | Tempo     |
| ---- | ---------------- | ------------- | --------- |
| 1    | Sylvain Chavanel | Bonjour       | 15h39'18" |
| 2    | Didier Rous      | Bonjour       | a 25"     |
| 3    | Laurent Brochard | Jean Delatour | a 1'26"   |

### 6ª tappa
- 12 maggio: Leffrinckoucke > Dunkerque – 185,8 km

| Pos. | Corridore          | Squadra       | Tempo    |
| ---- | ------------------ | ------------- | -------- |
| 1    | Tom Steels         | Mapei         | 4h02'29" |
| 2    | Jans Koerts        | Domo          | s.t.     |
| 3    | Luciano Pagliarini | Lampre-Daikin | s.t.     |

| Pos. | Corridore        | Squadra       | Tempo     |
| ---- | ---------------- | ------------- | --------- |
| 1    | Sylvain Chavanel | Bonjour       | 19h41'47" |
| 2    | Didier Rous      | Bonjour       | a 25"     |
| 3    | Laurent Brochard | Jean Delatour | a 1'26"   |

## Classifiche finali

### Classifica generale
| Pos. | Corridore         | Squadra                 | Tempo     |
| ---- | ----------------- | ----------------------- | --------- |
| 1    | Sylvain Chavanel  | Bonjour                 | 19h41'47" |
| 2    | Didier Rous       | Bonjour                 | a 25"     |
| 3    | Laurent Brochard  | Jean Delatour           | a 1'26"   |
| 4    | Bram Schmitz      | Bankgiroloterij-Batavus | a 2'44"   |
| 5    | Christophe Moreau | Crédit Agricole         | a 2'58"   |
| 6    | Cédric Vasseur    | Cofidis                 | a 3'17"   |
| 7    | Bart Voskamp      | Bankgiroloterij-Batavus | a 3'33"   |
| 8    | Jean-Cyril Robin  | FDJ                     | a 4'39"   |
| 9    | Benoît Poilvet    | Crédit Agricole         | a 4'43"   |
| 10   | Patrice Halgand   | Jean Delatour           | a 4'57"   |